# ایکاروس
ایکاروس (به یونانی: Ἴκαρος) نام شخصیتی افسانه‌ای در اساطیر یونانی، پسر دایدالوس معمار هزارتوی کرت بود.

## اسطوره

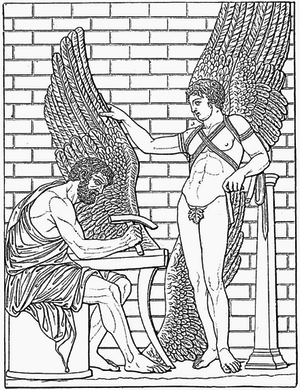
ددالوس و ایکاروس، نقش برجسته در ویلا آلبانی، رم

تسئوس، پادشاه آتن و دشمن مینوس، از هزارتو فرار کرد، مینوس مشکوک شد که ایکاروس و پدرش دایدالوس اسرار هزارتو را فاش کرده و آنها را بر اساس روایات متفاوت در برجی مشرف به اقیانوس یا خود هزارتو زندانی کرد. آن دو با بال‌هایی که دایدالوس از پر و موم عسل ساخته بود، فرار کردند. دایدالوس ایکاروس را به پرهیز از غرور نصیحت و او را از پرواز خیلی بلند یا کوتاه نهی کرد تا مبادا رطوبت دریا بال‌هایش را مسدود یا گرمای خورشید آنها را ذوب کند. ایکاروس از پدرش نافرمانی کرد و به آسمان اوج گرفت و باعث شد که موم بال‌هایش ذوب شود، از آسمان به دریا بیافتاد و غرق شود.
پس از غرق شدن ایکاروس، دایدالوس برای پسرش گریست و به یاد او نزدیکترین سرزمین را ایکاریا (جزیره‌ای در جنوب غربی ساموس) نامید. امروزه، محل فرضی دفن او در جزیره نام او را دارد و دریای نزدیک ایکاریا که در آن غرق شد، دریای ایکاریا نامیده می‌شود.

## اشارات

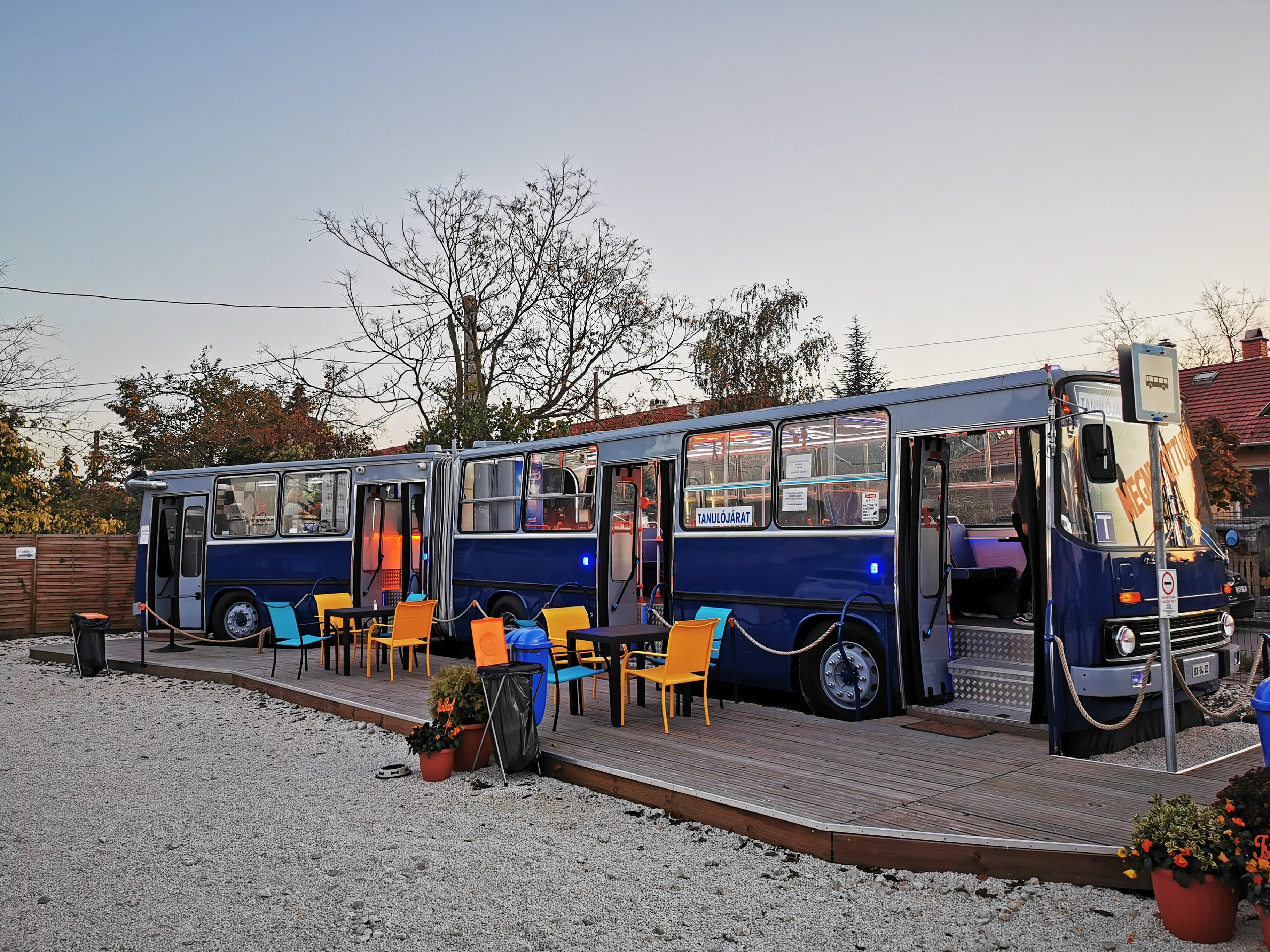
اتوبوس ایکاروس در بوداپست با کاربری بوفه

اصطلاح انگلیسی «خیلی نزدیک به خورشید پرواز کردن» یا بلندپروازی به معنی جاه‌طلبی یا حریص بودن به این اسطوره مربوط است.
نام شرکت ایکاروس مجارستان تولیدکننده اولین و طویل‌ترین اتوبوس شهری پله کوتاه به این افسانه مرتبط است. قرارداد انتقال تکنولوژی و تولید مشترک این اتوبوس در ایران منعقد شده‌است.